# Debdeb
Debdeb (em árabe: دبداب) é uma cidade e comuna localizada na província de Illizi, Argélia. Segundo o censo de 2008, a população total da cidade era de 4 341 habitantes.